# Lupta de la Smârdan
Lupta de la Smârdan s-a desfășurat în ziua de 12/24 ianuarie 1878 în satul Smârdan, sangeacul Vidin, vilaietul Dunării, Imperiul Otoman. Satul aparține astăzi de localitatea Inovo din regiunea Vidin, Bulgaria. Conflictul militar a reprezentat o luptă dintre trupele armatei române și cele otomane din timpul Asediului de la Vidin. Lupta de la Smârdan a avut un rol decisiv în operațiunea militară care s-a înfăptuit în zilele de 12/24–14/26 ianuarie 1878 și care avea ca scop principal cucerirea de către Armata Română a liniei fortificate exterioare a Cetății Vidin și izolarea garnizoanei otomane de liniile de comunicații terestre exterioare.
Lupta în sine, a fost parte a unei acțiuni desfășurate de trupele Diviziilor 1, 2 și 4 și ale Brigăzii de Roșiori românești, pentru a ocupa și a păstra principalele poziții fortificate de la Novoselo, Smârdan și Inovo. În plus, acțiunile prevedeau și cucerirea a altor puncte de rezistență înaintată din jurul Vidinului - Tatargik, Rupcea, Rainovcea și Capitonovcea.
Rezultatul luptei a fost favorabil trupelor atacatoare române, care au ocupat în prima zi, principalele amplasamente disputate - Smârdanul și Inova, precum și Tatargik, Rupcea și Rainovcea. Ulterior ele s-au consolidat pe poziții, au reușit să reziste contraatacului otoman de a doua zi și au extins, fiind în urmărirea inamicului, în a treia zi, aria punctelor de rezistență înaintată cucerite cu Capitonovcea, Kerimberg, Ceiselo și Kutova, aflate între Inova și Dunăre.
Din cauza ceții foarte dense, atacul asupra punctului fortificat Novoselo a fost împiedicat. 
Acțiunile desfășurate în zilele de 12-14 ianuarie, au finalizat împresurarea Cetății Vidin și au permis ulterior un amplasament favorabil artileriei române, astfel încât aceasta să poată executa în mod eficient trageri asupra fortificațiilor orașului asediat. Din cauza vremii nefavorabile, asaltul general asupra cetății a trebuit însă să fie amânat.
Amintirea evenimentului a fost păstrată prin monumente comemorative și lucrări de artă. Dintre acestea, se distinge tabloul lui Nicolae Grigorescu intitulat „Atacul de la Smârdan”, care a intrat ca model-reper iconografic cu valoare de simbol în conștiința populară și a devenit imaginea emblematică a întregului efort militar de obținere a independenței naționale.

## Context

### Militar strategic și politic extern
După capitularea Plevnei, continuarea operațiilor militare de către Armata Română la sud de Dunăre a avut ca obiectiv ocuparea militară a câtorva puncte aflate la sudul fluviului, în apropierea acestuia. Aceasta urma să servească atât înlăturării pericolului de violare a teritoriului național, cât și să sprijine obiectivul politic al Guvernului Român de a participa la negocierile de pace.
Unul dintre aceste puncte se afla la Vidin în vestul Bulgariei. De aici, gruparea de trupe otomane putea pe de o parte să pună în pericol flancul drept al Armatei Imperiale Ruse aflate în ofensivă spre Balcani, iar pe de altă parte avea oportunitatea de a declanșa o acțiune ofensivă asupra teritoriului Regatului României. În acest context, două mari unități incluse prin noua ordine de bătaie a Corpului de Vest - Diviziile 1 și 4, au fost îndreptate în marș spre Vidin pentru a fixa efectivele inamice din vestul Bulgariei.

### Geografic și tactic

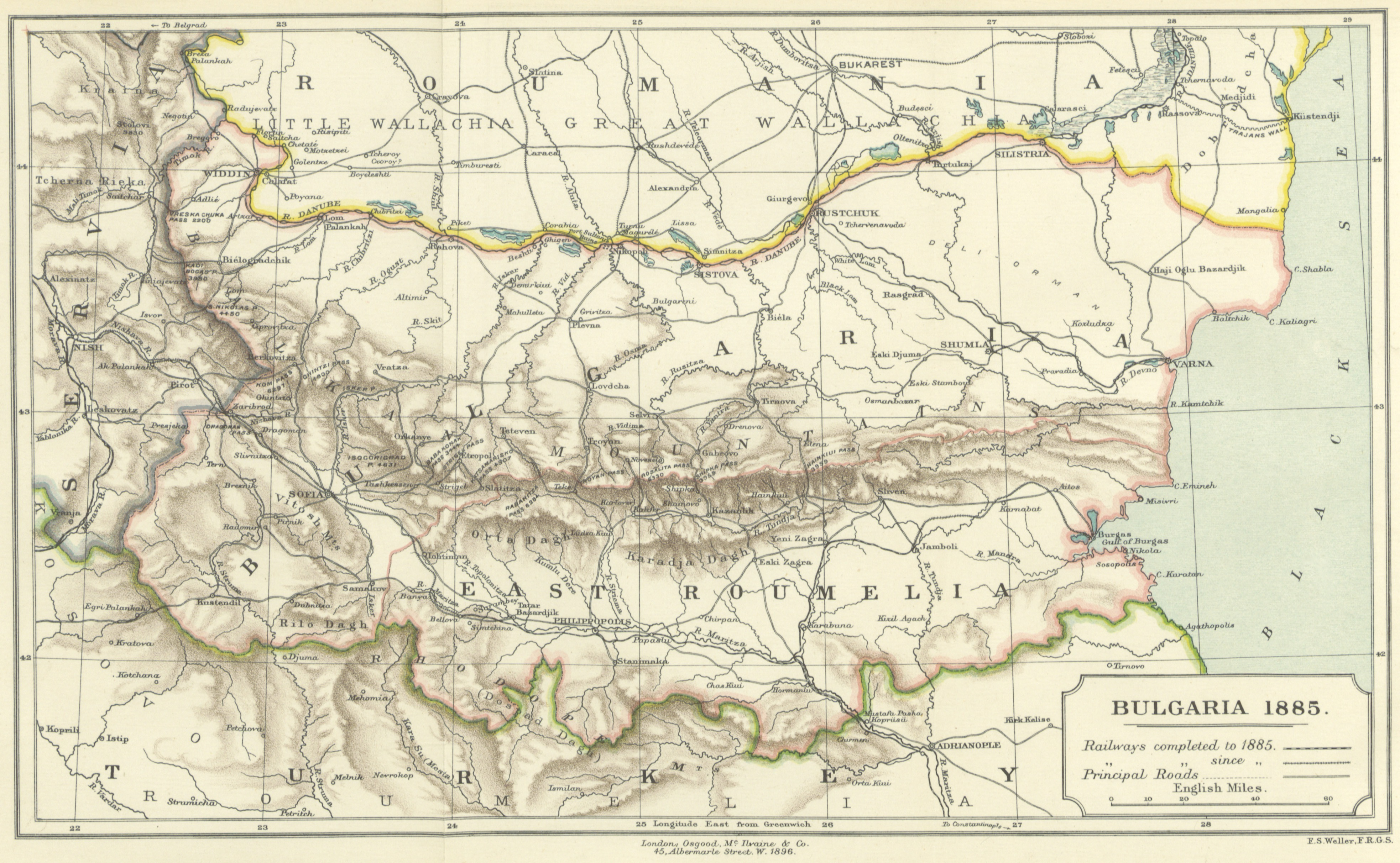
Căile de comunicații în nordul Peninsulei Balcanice în ecolul XIX (1885)

Cetatea Vidinului prezenta o importanță strategică semnificativă. Aceasta acoperea una dintre liniile de comunicații principale de la nord la sud spre interiorul Peninsulei Balcanice, care ocolea centrul Munților Balcani. De asemenea, ea amenința flancul drept al oricărei acțiuni militare îndreptate spre centrul Bulgariei și, dată fiind apropierea de frontiera cu Serbia, descuraja orice acțiune inamică a cărei bază de plecare ar fi fost teritoriul Serbiei.

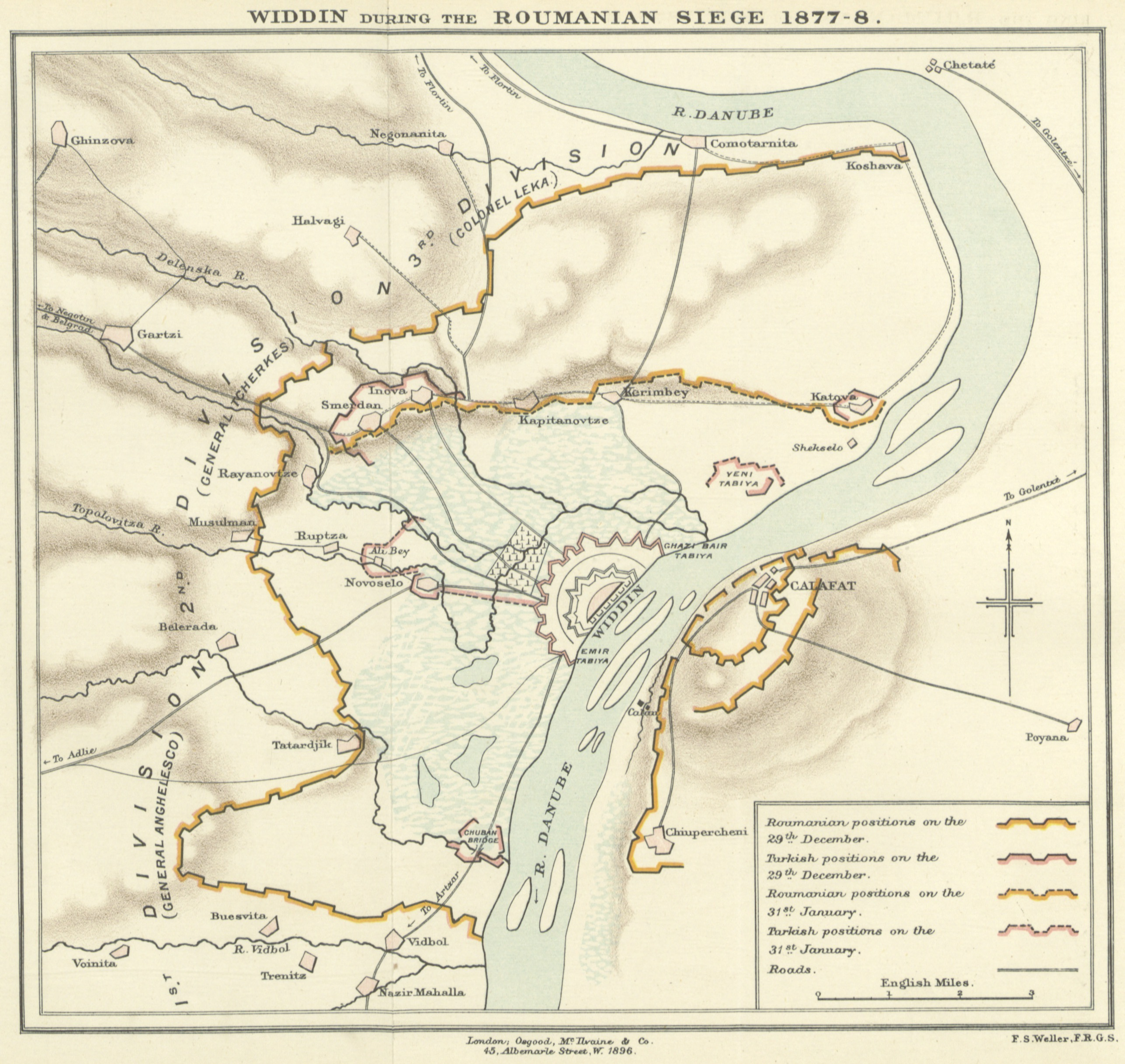
Ansamblul fortificat otoman de la Vidin și dispunerea pe teren a trupelor, în timpul Asediului de la Vidin

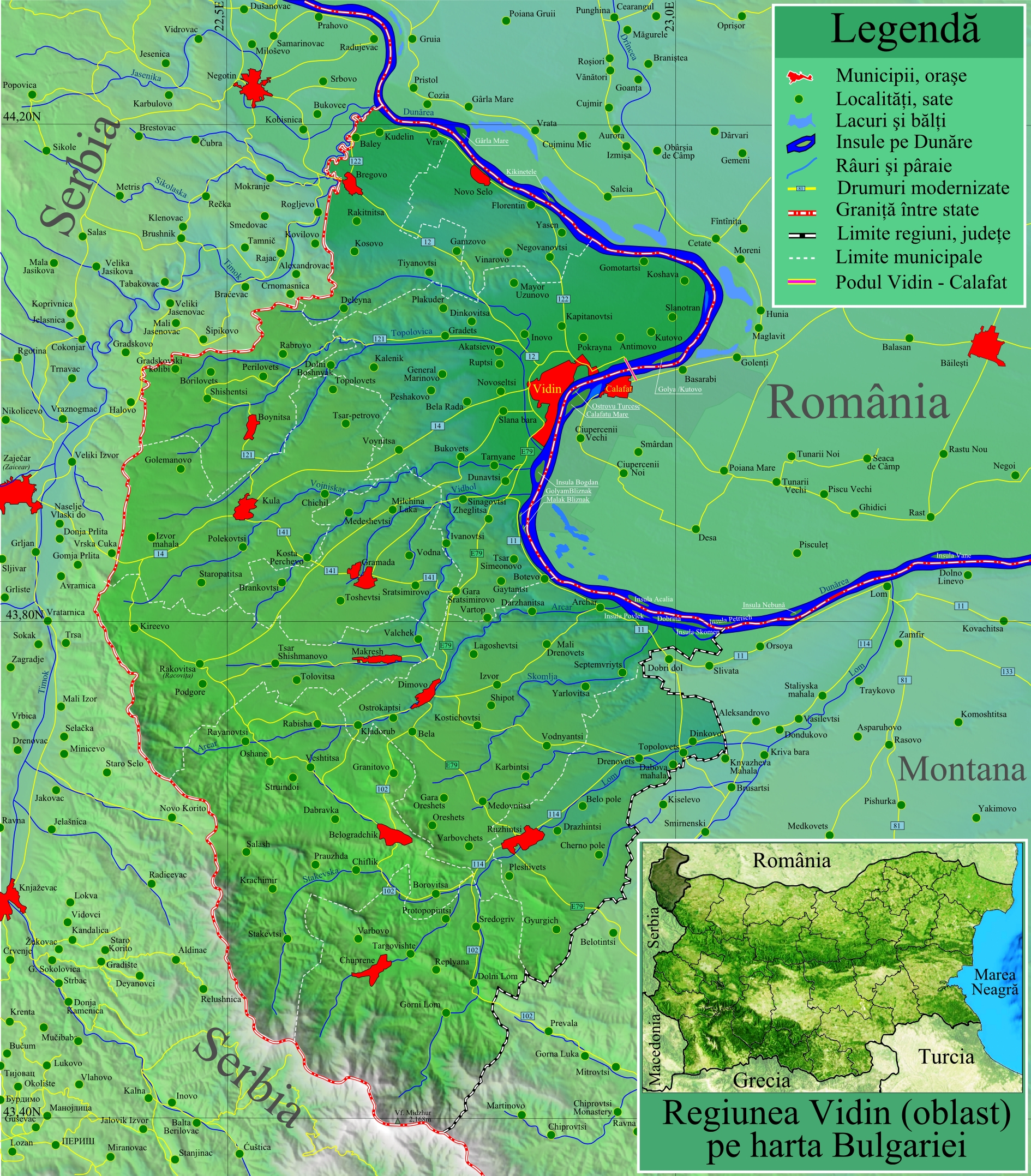
Regiunea Vidin, astăzi

Amenajarea defensivă a Vidinului, făcea ca spre est cetatea să fie apărată de un zid de aproape 3 km, dotat la intervale regulate cu forturi. Zona terestră dinspre vest dispunea de două incinte fortificate, una sub forma unui semicerc cu raza de 600 m care dispunea de șanțuri inundabile și una lungă de peste 6 km aflată la 1-2 km de prima, întărită de 10 forturi dotate cu artilerie. Cea de-a doua incintă era separată printr-o câmpie mlăștinoasă de o linie fortificată exterioară, ocupată de trupe. Datorită mlaștinilor, accesul spre Vidin nu se putea face decât prin intermediul liniilor de comunicații care legau cetatea de satele din hinterlandul său, sate care fuseseră incluse în această linie fortificată exterioară.
Apropierea de Vidin se făcea pe trei căi terestre de comunicații: dinspre sud pe ruta Belogradcik – Nazâr-Mahala (astăzi inclus în localitatea Dunavți) – Vidbol (astăzi inclus în localitatea Dunavți) – Vidin, dinspre vest pe ruta Belarada (astăzi Bela Rada) – Novoselo (astăzi Novo Selo) – Vidin și dinspre nord pe ruta Florentin – Capitonovcea (astăzi Kapitanovți) – Vidin. Aceste căi de comunicații erau apărate de astfel de puncte întărite aflate: spre sud – la Nazâr-Mahala (astăzi inclus în localitatea Dunavți), spre vest – la Novoselo și Belarada, iar spre nord – la Smârdan, Inova (astăzi reunite în localitatea Inovo) și Capitonovcea. Alte puncte înaintate de rezistență se aflau la Tatargik, (astăzi Slana Bara), Rupcea (astăzi Rupți) și Rainovcea (astăzi Akațievo). Punctele înaintate de rezistență opuse unei ofensive terestre spre Vidin, erau Nazâr-Mahala, Novoselo, Smârdan și Inovo, iar dintre acestea cele mai importante erau cele de la nord-vest, Smârdan și Inova, amenajate cu artilerie Krupp și aflate la circa 5 km nord-vest de Vidin.
Garnizoana cetății, avea un efectiv de 12.000 de oameni, aflați sub comanda lui Mehmed Izzet Pașa. La declanșarea războiului, aici se aflau 55 de batalioane de infanterie, 6 escadroane de cavalerie și 15 baterii de artilerie.

## Preludiul
Efectivelor otomane, le-au fost opuse forțe atacatoare românești cu un efectiv de 15.460 de infanteriști, 2.000 de cavaleriști (respectiv 15.435 de infanteriști și 2149 de cavaleriști după o altă sursă)

### Acțiuni de luptă prealabile
În acțiunea de blocare a Vidinului, primul punct ocupat a fost Nazâr-Mahala, cucerit la 29 decembrie 1877 după o scurtă rezistență, iar la 2 ianuarie un contraatac otoman destinat să împiedice organizarea blocadei, a fost respins de focul artileriei, la Novoselo.
Un consiliu de război ținut la date de 9 ianuarie 1878, a aprobat planul de a fi restrâns „cercul de investire” din jurul Vidinului. Până la 10 ianuarie 1878 împresurarea întregului ansamblu fortificat fusese terminată și Marele Cartier General român a decis cucerirea punctelor înaintate de rezistență pentru izolarea definitivă a cetății: în sectorul 1 Sud a Tatargikului, în sectorul 2 Vest a localităților Novoselo, Rupcea și Rainovcea, iar în sectorul 3 Nord a Smârdanului, precum și a satelor Inova și Kapitanovcea.
La data de 11 ianuarie, comandamentul Diviziei a 2-a a întreprins o acțiune de cercetare și, ca urmare a rezultatelor obținute un nou consiliu de război a luat hotărârea de a se declanșa a doua zi – pe 12 ianuarie, atacul simultan asupra pozițiilor otomane de la Novoselo, Smârdan și Inova.

### Dispozitivul trupelor române
După cucerirea localității Nazâr-Mahala, terenul a fost împărțit în trei sectoare destinate unor structuri de comandament precise, fiecare axat pe câte o cale de comunicație cu Vidinul. Aceste sectoare au format un dispozitiv semicircular cu flancurile pe Dunăre și au fost: 
- 1 Sud – axat pe drumul Vidin - Nazâr-Mahala, ocupat de Divizia a 4-a și aflat între Dunăre[8] și pârâul Belarada, în dreptul satului Tatargik
- 2 Vest – axat pe drumul Vidin - Belarada,[9] ocupat de Divizia 1 până la pârâul Topolovița și care avea în față poziția otomană de la Novoselo
- 3 Nord – situat în fața întăririlor de la Smârda, Inova și Capitonovcea. Acestui sector[5] care se întindea până la pârâul Delena,[12] i-a fost destinată Brigada 2 din Divizia 2,[5] întărită cu Regimentul 9 Dorobanți din Divizia 1.[9]
- un sector nenumerotat[9] aflat la stânga sectorului 3 Nord[5] până la Dunăre, unde operau câte 3 escadroane din Regimentele 2 și 8 Călărași[9] din Divizia 1,[13] precum și 2 ecadroane din Regimentul 5 Călărași din Divizia 2,[9] alături de Regimentele 1 și 2 Roșiori[5] din Brigada de Roșiori, aflată în rezerva Marelui Cartier General.[12]

Intrarea trupelor în respectivul dispozitiv s-a finalizat pe 9/21 ianuarie. În consiliul de război de la 11 ianuarie, pentru atacul celor 2 poziții de la Smârdan și Inova au fost destinate trupele Diviziei 2, sprijinite la stânga de către Brigada de Roșiori și de către Regimentele 2 și 8 Călărași, iar la dreapta de către Regimentul 3 Dorobanți din Divizia 1. Acțiunea principală a Diviziei 1 urma să fie reprezentată de ocuparea satului Novoselo și de executarea de trageri de artilerie asupra pozițiilor de la Smârdan. Divizia 4 urma să ocupe satul Tatargik și ulterior trebuia să concentreze focul spre rezervele inamice care urmau să fie aruncate în luptă spre Novoselo, executând trageri de artilerie asupra Vidinului.

Soldații
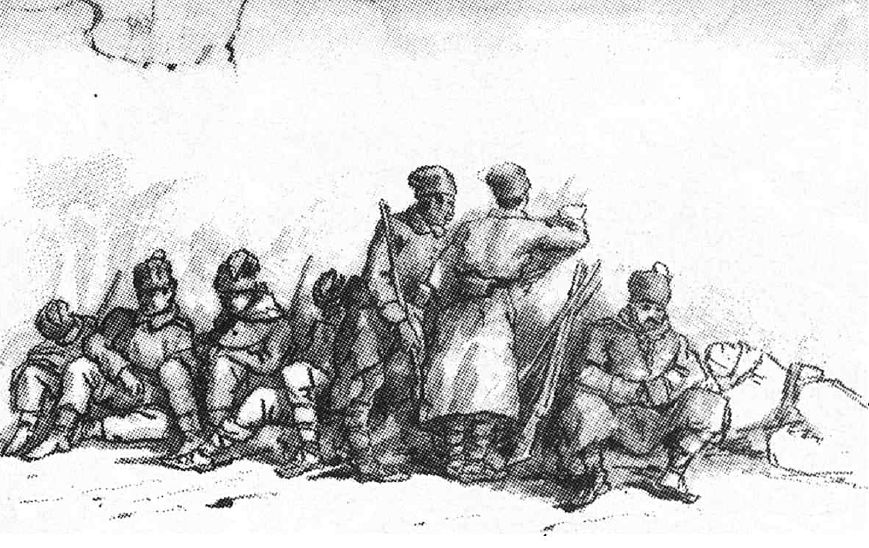
Soldați români în fața redutei de la Smârdan - de Carol Popp de Szathmári
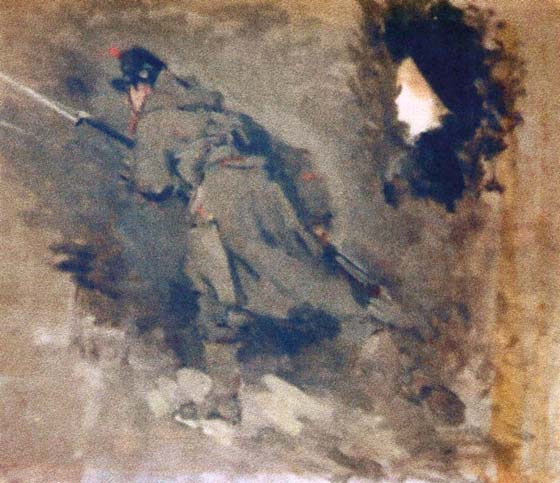
Infanterist de linie, la atac,  în Studiu pentru Atacul de la Smârdan - de Nicolae Grigorescu
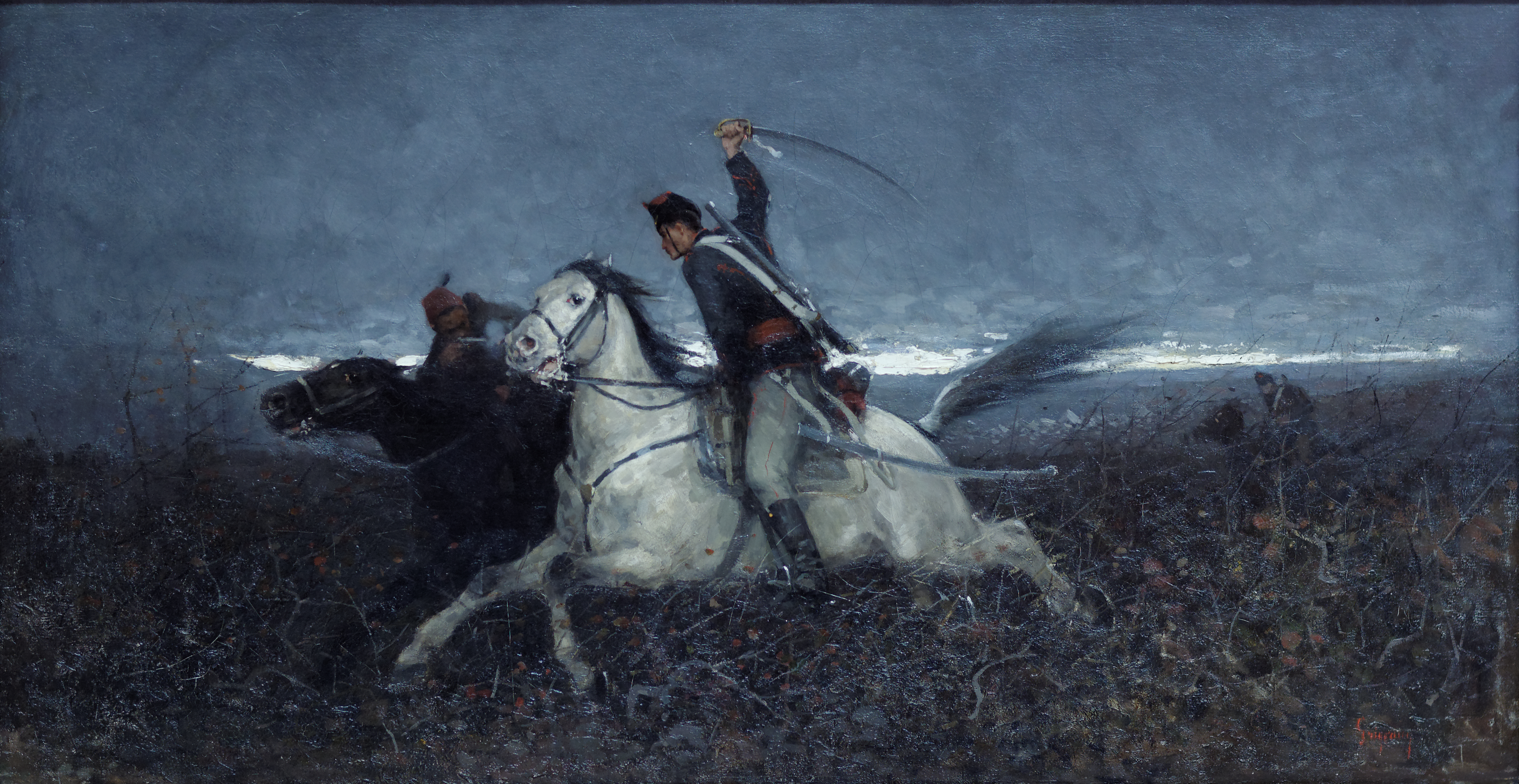
Spionul - de Nicolae Grigorescu
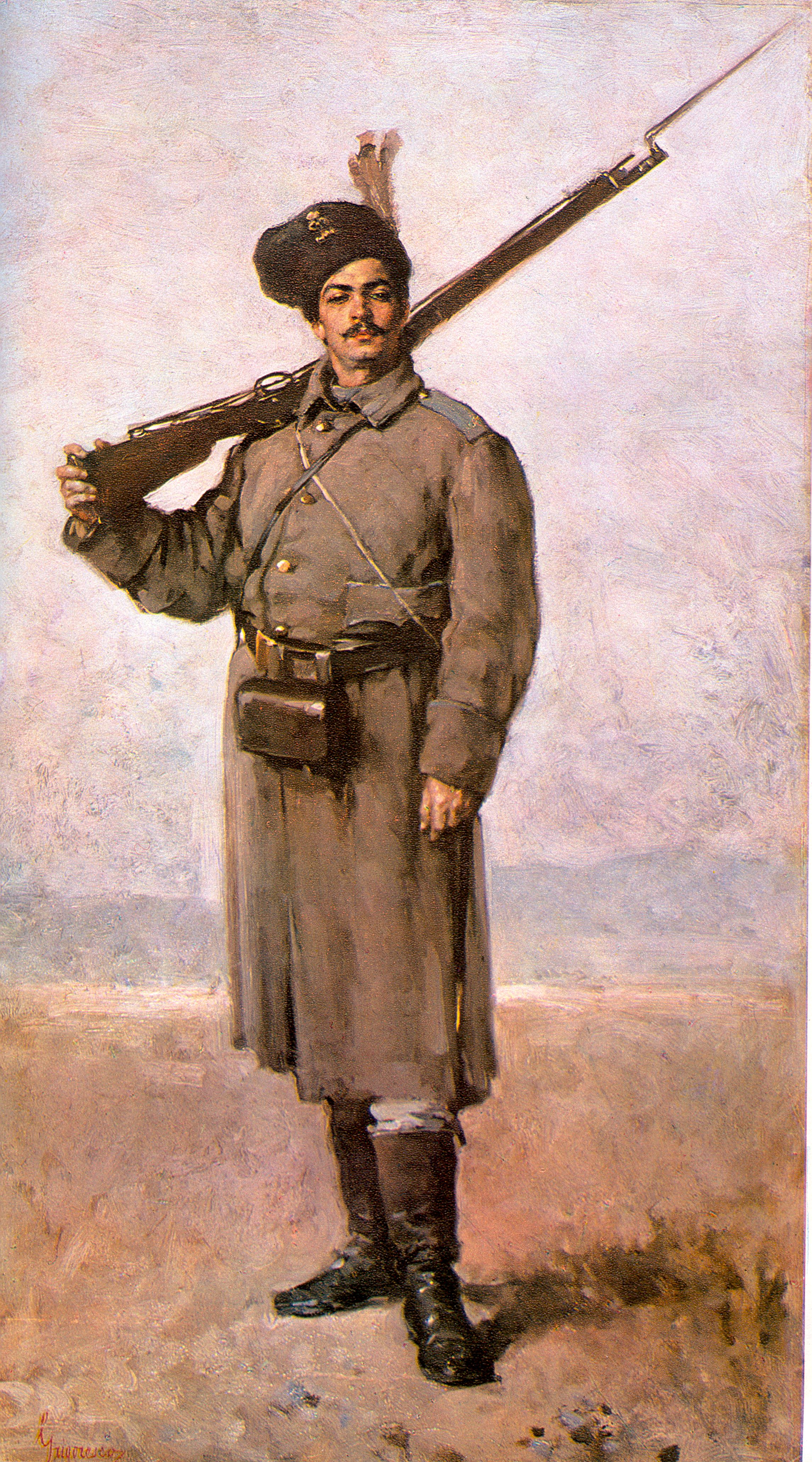
Dorobanțul - de Nicolae Grigorescu
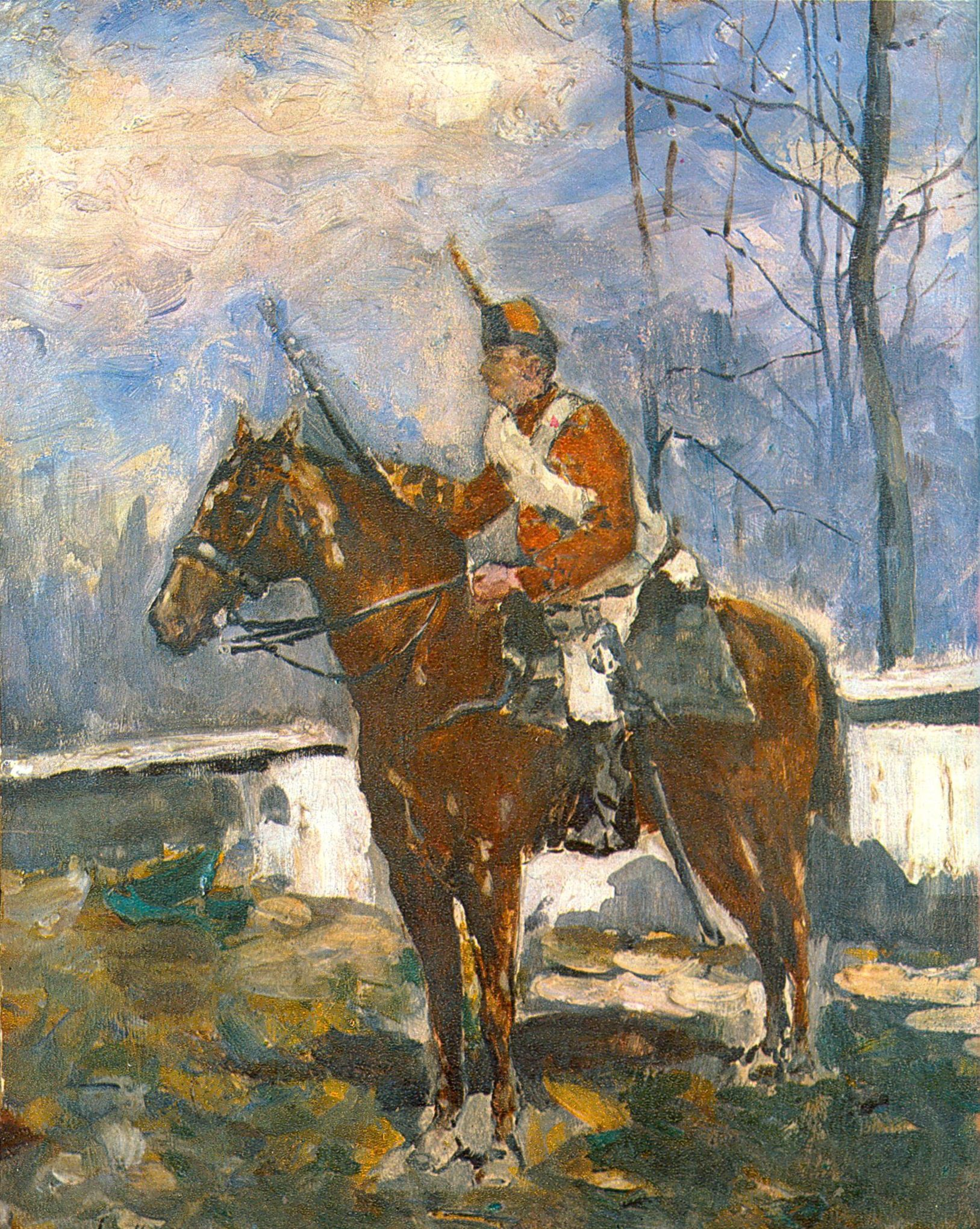
Roșiorul - de Ștefan Luchian
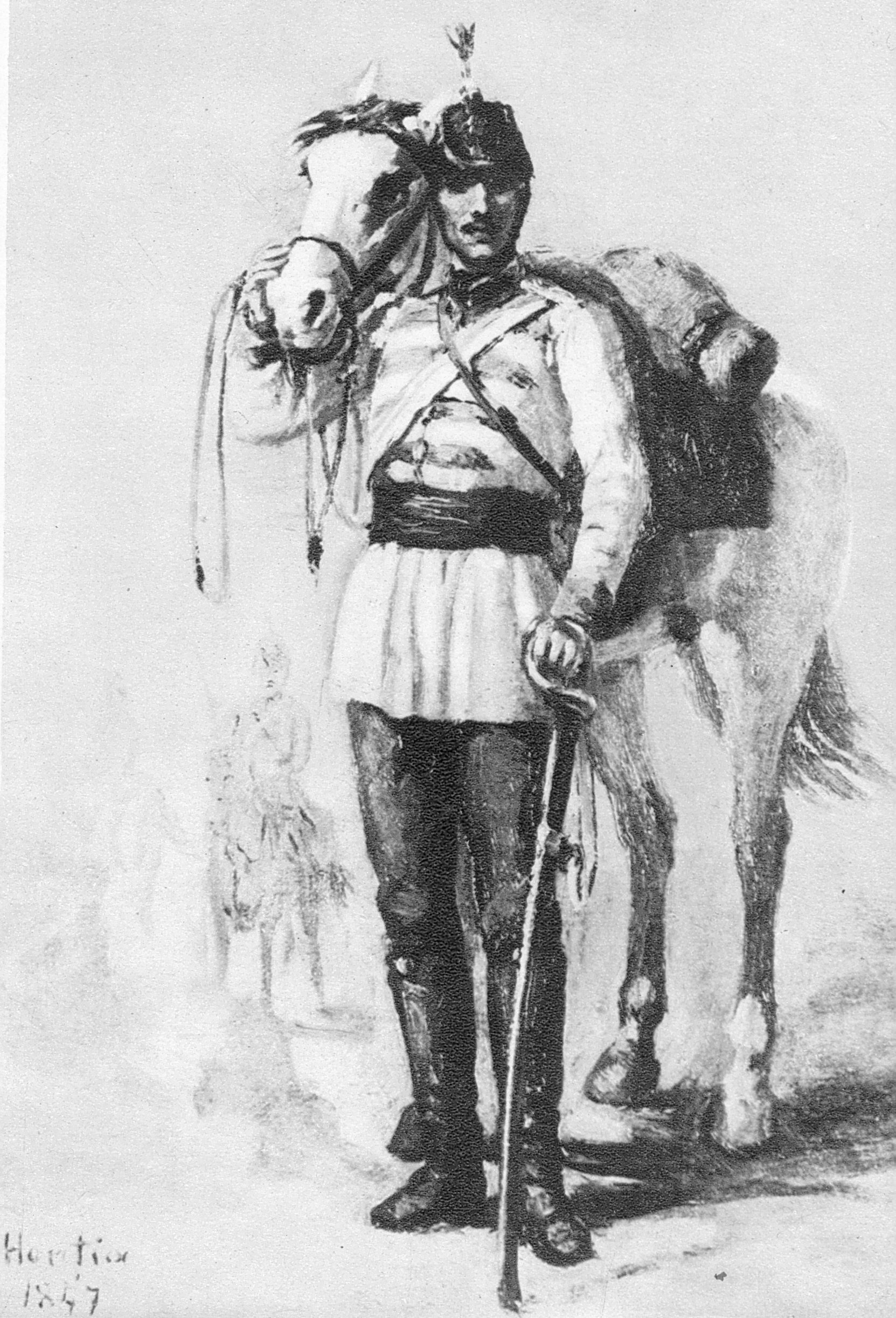
Călărașul - de Sava Henția

### Pozițiile otomane de la Smârdan și Inova
Cele două poziții fortificate se aflau pe o înălțime care, odată cucerită, ar fi permis ulterior o amplasare favorabilă a artileriei române, astfel încât aceasta să poată executa trageri eficiente asupra cetății. Ele erau sprijinite de trei amplasamente de artilerie, fiecare ocupate de câte două tunuri Krupp și de câte un batalion de infanterie. Batalioanele erau dispuse, unul la stânga satului Smârdan, unul între Smârdan și Inova și unul între Ionova și Capitonovca. Cele 3 redute comunicau între ele prin șanțuri, iar în satul Smârdan, fiecare casă fusese transformată într-un punct de rezistență.

### Pozițiile otomane de la Novoselo
Avantajele defensive ale fortificațiilor de la Novoselo erau reprezentate atât de apropierea acestora de Vidin – în raport cu alte puncte de rezistență înaintată, precum și de faptul că se aflau în bătaia tunurilor de la Smârdan și Inova. Localitatea se afla pe o colină, iar datorită mlaștinilor, apropierea de Novoselo nu se putea face decât pe șosea.

## Lupta

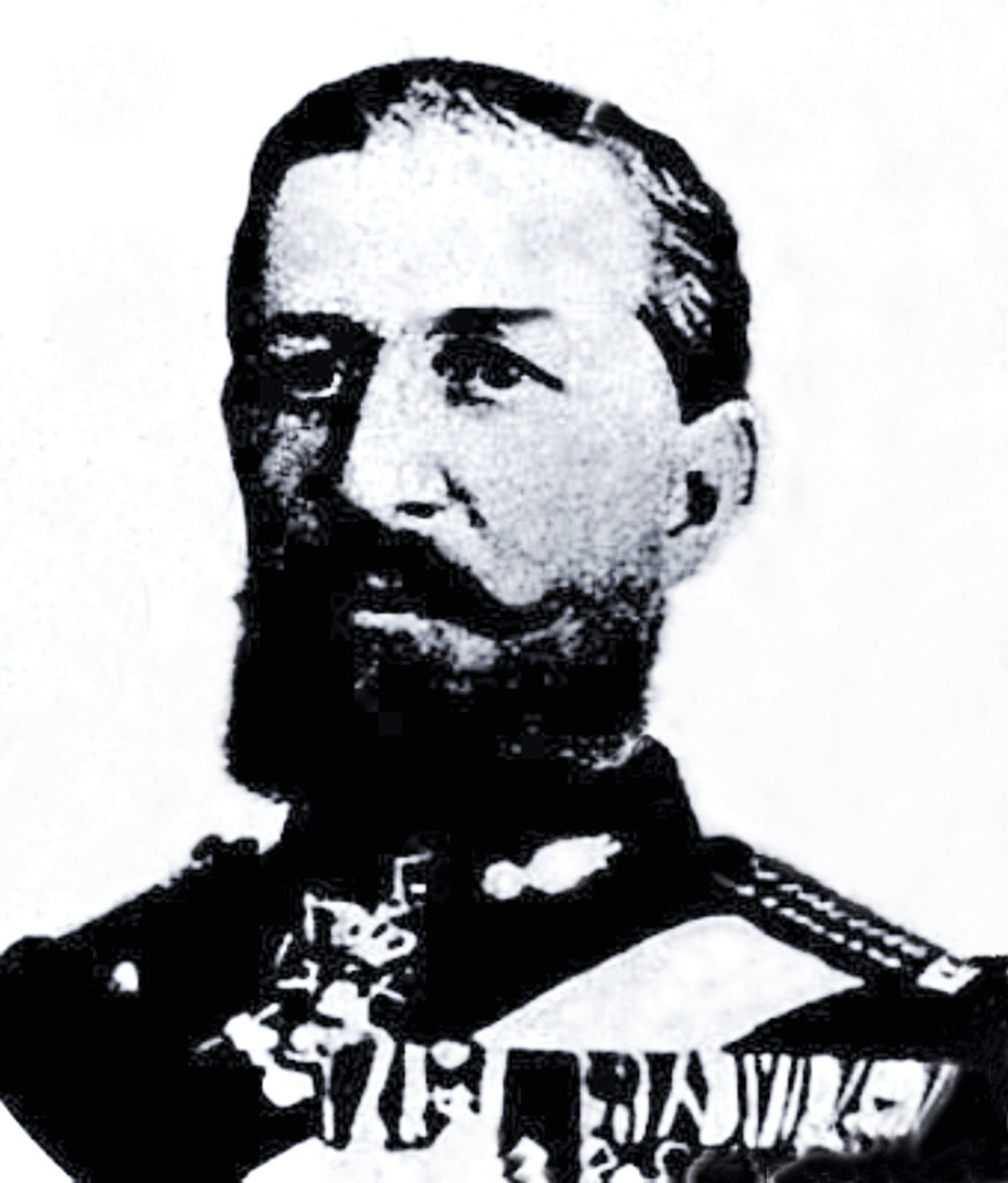
Colonelul Iuliu Dunca (aici general), comandantul artileriei Corpului de Vest

În dimineața zilei de 12 ianuarie 1878, o ceață groasă care avea să împiedice mult acțiunea trupelor române, acoperea totă zona Vidinului.
„Era un frig ce te pătrundea până la oase, și o negură grozavă, de nu zăreai înainte la câțiva pași; parcă era un giulgiu ce învăluia cerul și pământul. Pâcla, aci se îngroșa mai tare, aci parcă se mai subția nițel, după cum o răscolea mai tare sau mai furtunos vântul înghețat ce venea dinspre Dunăre”—Locotenent colonel Căplescu
Începând cu ora 7 dimineața, 136 de tunuri ale artileriei române a Corpului de Vest comandate de colonelul Iuliu Dunca, incluzând bateriile de coastă și de câmp amplasate la Calafat ale Diviziei 5, au început să execute foc susținut asupra Vidinului. Tragerile au durat jumătate de oră, iar după încetarea acestora, a urmat atacul infanteriei.

### Sectoarele 1 Sud și 2 Vest
În sectorul Diviziei 4, un detașament de atac format din Regimentele VIII de Linie și 2 Dorobanți, alături de Batalionul 3 Vânători și un pluton din Compania 3 Săpători-mineri, a atacat cu susținere de artilerie și a ocupat rapid (într-o jumătate de oră) satul Tatargik din Sectorul 1 Sud, fără a întâmpina rezistență.
Destinat să ocupe satul Novoselo din Sectorul 2 Vest, Regimentul I de Linie a greșit drumul din cauza ceții și a ajuns tot la Tatargik, atacul asupra punctului fortificat de la Novoselo nemaputând fi lansat de acesta din cauza negurii foarte dese. Aflat sub protecția tunurilor de la Smârdan și Inova, Novoselo a fost spre prânz atacat de un regiment de dorobanți, într-un context în care atacul asupra pozițiilor de la Smârdan a fost întârziat din cauza ceții și intenția atacului a fost numai de a ține ocupată apărarea la Novoselo, în timp ce urma să aibă loc atacul principal, la Smârdan. Apărarea otomană, pentru a opri accesul trupelor române pe șosea, s-a concentrat asupra unui pod, ajungându-se la luptă la baionetă. Sub presiunea atacatorilor, trupele turcești au început să se retragă la un moment dat lent, pe șosea.
În sectorul Diviziei 1, o coloană formată din subunități ale Regimentelor 4 și 15 Dorobanți a atacat Rupcea, iar Batalionul 1 din 
Regimentul 3 Dorobanți, Rainovcea. Către prânz, trupele Diviziei 1 au ocupat Rupcea și Rainovcea.

### Sectorul 3 Nord
Pentru cucerirea localităților întărite Smârdan, Inova și Capitonovcea, s-au dat cele mai puternice lupte. Acestea au fost precedate de o pregătire de artilerie care a durat 2 ore.
La ora 7, desfășurate în tiraliori, câteva companii otomane au pornit o acțiune de cercetare pornind de la Smârdan. Apropiindu-se la 800 de m de liniile românești, au fost întâmpinate de către infanterie cu foc, drept care s-au retras ripostând la baza de plecare, după care bateriile românești au efectuat trageri asupra pozițiilor inamice. Ulterior, trupele române au desfășurat o acțiune de cercetare prin intermediul unei companii de infanterie sprijinită de un escadron de călărași. Acestea au raportat că inamicul ocupă pozițiile din fața Smârdanului, fără a ocupa și satul propriu-zis. Atacul Diviziei 2 însă, în prima fază, a fost întrerupt datorită îngroșării ceții.

#### Prima fază: cucerirea redutei de la Smârdan

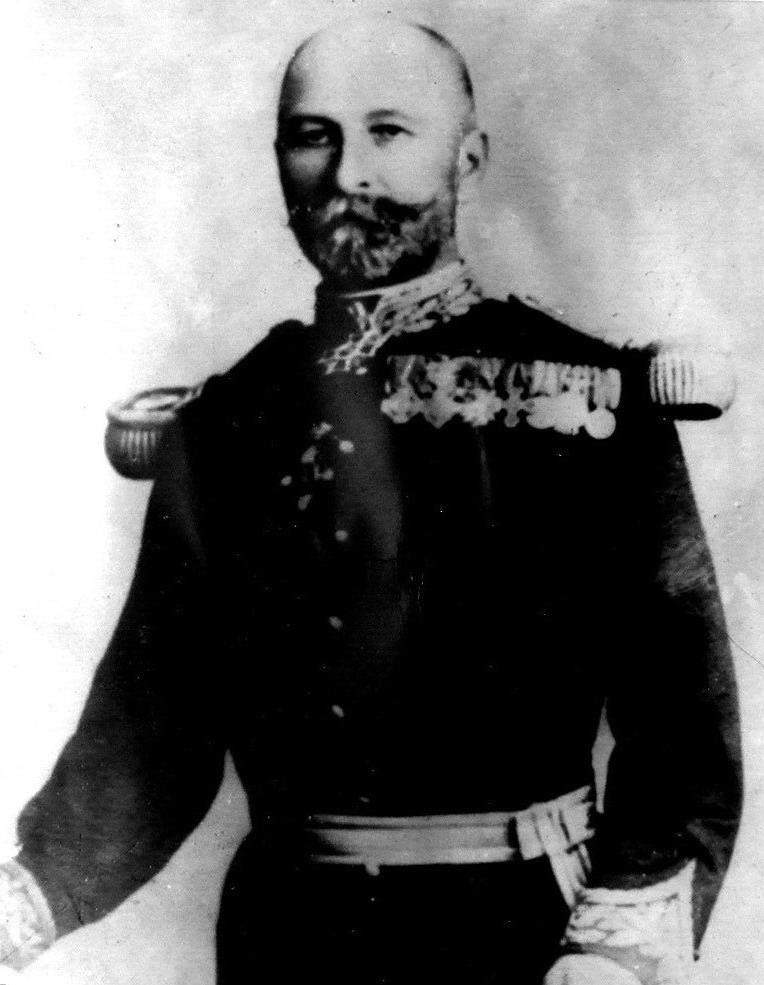
Locotenent-colonelul Gheorghe Teleman (aici general), comandant al unuia dintre detașamentele de atac din primul eșalon.

Ca urmare a celor aflate în timpul acțiunii de cercetare, generalul Cerchez a decis atacul asupra pozițiilor otomane. Organizarea liniei de atac și a forțelor de sprijin, a inclus:
- O coloană de atac formată din două eșaloane:[9]

- un prim eșalon în prima linie. Acesta a fost format din Regimentul IV de Linie cu batalioanele alăturate, având în dreapta Batalionul 2 din Regimentul VI de Linie – cu o companie de rezervă, însoțită de o secție de artilerie. Comanda eșalonului a fost asigurată de către locotenent-colonelul Ion Cotruț. Acest eșalon a fost împărțit în două detașamente de atac, primul – pus sub comanda locotenent-colonelului Gheorghe Teleman, urmând să atace reduta în centrul și în flancul drept, iar cel de-al doilea – pus sub comanda maiorului Eftimie Ulescu, urmând să atace reduta în flancul stâng, asigurat fiind în dreapta de către Escadronul 1 din Regimentul 8 Călărași.
- un al doilea eșalon reprezentat de Regimentul 9 Dorobanți, în rezervă.

- asigurarea pe flancuri[9] și sprijinirea atacului principal urma să se facă din pozițiile ocupate de cinci escadroane ale Regimentelor 2[18] (4 escadroane)[9] și 8 Călărași[18] (Escadronul 1) aflate în stânga, de Escadronul 4 din Regimentul 5 Călărași în dreapta[9] și de un batalion din Regimentul 3 Dorobanți.[18]
- artileria de sprijin urma să fie asigurată de cinci baterii amplasate în apropierea Smârdanului,[18] Bateriile 2 și 4 din Regimentul 3 Artilerie, 1 Călăreață[9] (trei secții ale Brigăzii de Roșiori)[18] și 2 din Regimentul 2 Artilerie.[9]
- siguranța terenului dintre flancul stâng al Diviziei 2 și Dunăre urma să fie asigurată de Brigada de Roșiori Crețeanu.[9]

Ordinul generalului Cerchez a preconizat înaintarea până la 500 de m de inamic, moment în care trebuia deschis focul. Dacă s-ar fi întâmpinat rezistență, trupele ar fi urmat să se retragă. Impulsul pentru atac a fost dat de colonelul Ștefan Fălcoianu, iar la ora 14,30 (14,20 după o altă sursă) după semnalul dat de trei salve de artilerie, trupele – în fruntea cărora se afla locotenent-colonelul Ion Cotruț, au pornit la asalt.
„Trupa mergea în liniște, o ușoară șoaptă a ofițerilor se auzea din când în când, care stimula soldații să meargă în linie. Terenul era acoperit de zăpadă și marșul se făcea cam cu anevoință”—Locotenent colonel Ion Cotruț
Acestea au fost întâmpinate la 600 de m de Smârdan de un violent foc de infanterie și de artilerie. Cotruț a ordonat gorniștilor să sune atacul la primele focuri otomane și – în timp ce ceața mai persista, infanteriștii s-au repezit în strigăte de „Ura !” asupra pozițiilor inamice, dar supuși focului de infanterie și tirului de artilerie, aceștia au fost siliți să se adăpostească în teren. Cu toate acestea mișcarea trupelor române a continuat în flancul stâng al atacului (Detașamentul Ulescu), cu energie, în sprijinul acestui flanc venind ca întărire unul din batalioanele Regimentului 9 Dorobanți (celălalt batalion al său a fost păstrat în continuare ca rezervă, pentru situații de criză).
Două companii din Regimentul VI de Linie, au executat o manevră de învăluire a pozițiilor otomane prin flancul drept, în timp ce Escadronul 1 Suceava al Regimentului 8 Călărași aflat sub comanda căpitanului Gheorghe Tănăsescu, a șarjat pentru a opri un contraatac inamic susținut de 400 de militari turci veniți în ajutorul redutei și destinat a opri manevra de flancare. Pătruns în flancul și în spatele redutei, Detașamentul Teliman a atacat la baionetă. Ajunse la parapetele întăriturilor otomane, 2 companii din Regimentul VI de Linie au început escaladarea acestora pătrunzând în întăritură, avându-l pe maiorul Eftimie Ulescu în frunte, în timp ce o altă companie din Regimentul IV de Linie, amenința inamicul dinspre stânga. Cu inamicii invadându-le poziția, amenințați din flancuri și în pericol de a fi încercuiți, soldații otomani din redută fie s-au predat, fie pentru a evita încercuirea, s-au repliat cu repeziciune spre satul Smârdan sau spre cea de-a doua redută.
Cu două companii ale Regimentului VI de Linie, locotenent-colonelului Cotruț s-a lansat în urmărirea inamicului și ajuns în satul Smârdan, s-a angajat într-o prelungită luptă de stradă, fiecare casă fiind transformată de otomani într-un cuib de rezistență (pentru trupele române lupta de la Smârdan a constituit o premieră, fiind prima luptă de stradă dusă de Armata Română modernă).
În acest timp Companiile 5 și 7 ale Regimentului VI de Linie au rămas sub comanda maiorului Ulescu pe loc, pentru a dezarma și pentru a păzii prizonierii.

#### A doua fază: cucerirea redutei intermediare
În acest timp maiorul Ulescu remarcând prelungirea luptei în sat mai mult decât era de așteptat și văzând că soldații români păreau la un moment dat puși în dificultate de rezistența apărătorilor, din proprie inițiativă a pornit în ajutor cu alte 2 companii ale Regimentului VI de Linie și cu o mare parte a soldaților Regimentului IV de Linie (în total 5 companii).
Atacând Smârdanul dinspre nord, pe drum Detașamentul Ulescu a fost atacat din flanc cu foc, din reduta otomană situată între Smârdan și Inova. Ca urmare, detașamentul a executat o întoarcere de front și a pornit la asaltarea celei de-a doua redute împreună cu o companie din Regimentul IV de Linie venită în sprijin, aflată sub comanda căpitanului Vidulescu.
Sub focul artileriei otomane, soldații au parcurs drumul până la redută și au pătruns în interiorul acesteia cucerind-o, în sprijin venind și Batalionul 1 din Regimentul 9 Dorobanți.

#### A treia fază: cucerirea redutei de la Inova
Dat fiind că trupele inamice stăpâneau încă reduta de la Inova și satul din spatele acesteia, Regimentul 9 Dorobanți a primit ordin de la generalul Cerchez să continue atacul spre respectiva redută.
Sub un puternic foc inamic, dorobanții au trecut prin apa rece ca gheața a unui pârâu adânc de 1 m. După traversarea acestuia, trupele inamice au început să cedeze s-au retras prin Inova, spre Vidin. La ora 16 și 30 de minute, după aproximativ 2 ore de la pornirea atacului, cele 3 redute și satul Inova fuseseră cucerite.

#### A patra fază: cucerirea satului Smârdan
În satul Smârdan, soldații Regimentului VI de Linie au continuat lupta de stradă. Fumul prafului de pușcă și ceața au creat o atmosferă de infern, în care soldații românii nu-și puteau da seama de unde se trage.
Ocuparea celor 3 redute și a satului Inova, precum și venirea în sprijin a câtorva grupe de infanteriști din Regimentul IV de Linie au făcut să se diminueze rezistența apărătorilor Smârdanului și spre seară satul a fost cucerit, dar din afara satului, otomanii au continuat să tragă dintr-o casă de piatră cu 2 etaje care era o adevărată fortăreață. Aceasta reprezenta clădirea telegrafului din localitate și în același timp un puternic nod de rezistență, care până la urmă a fost luat cu asalt. Otomanii fiind alungați din sat, în urmărirea acestora a pornit Escadronul „Suceava” din Regimentul 8 Călărași, sub comanda căpitanului Gheorghe Tănăsescu.
Odată cu căderea întunericului, lupta s-a sfârșit.

#### Consolidarea pe poziții
În fortificațiile cucerite au fost dislocate la Smârdan Batalionul 2 din Regimentul VI de Linie, la Inova Regimentul IV de Linie, precum și Escadroanele 2 și 3 din Regimentul 8 Călărași și 1 și 2 din Regimentul 2 Călărași venite de la Alvagii (astăzi Maior Uzunovo). În timpul nopții – pe un frig intens, trupele române au rămas pe pozițiile cucerite, instalând avanposturi la marginea dinspre Vidin a satelor Smârdan și Inova și trimițând recunoașteri spre Capitonovcea, acolo unde se concentraseră trupele otomane scăpate.
În așteptarea unui previzibil contraatac, artileria a fost retrasă, la Dânkovița (astăzi Dinkovița) în rezervă, iar Brigada de Roșiori a fost desemnată să supravegheze spre Capitonovcea, mișcările inamice. În fața satului Inova a fost instalat pe poziții batalionul de rezervă al Regimentului 9 Dorobanți și Batalionul 2 din Regimentul 3 Dorobanți. Regimentul IV de Linie a fost păstrat în rezerva generală, pentru a supraveghea flancurile pozițiilor amice.

### Respingerea contraatacului otoman
În ziua de 13/25 ianuarie ora 8 (ora 7,30 după o altă sursă), un contraatac destinat să recucerească Inova a fost declanșat dinspre Capitonovcea de către trupele otomane, un lanț des de tiraliori urmat de șiruri de companii inamice, pornind să avanseze cu sprijin de artilerie către liniile românești. Dinspre Smârdan, 6 batalioane de infanterie și artileria regrupată la Dânkovița, au fost trimise în ajutorul Inovei. La 150 de m de liniile românești, în flancul drept al coloanelor de atac turcești, au șarjat trupele române de roșiori, iar un batalion din Regimentul VI de Linie a început să execute o manevră de învăluire în flancul stâng al trupelor atacatoare, în timp ce Regimentul IV de Linie a continuat să asigure linia frontului. Avântul asaltului inamic a fost astfel frânt și soldații turci aflați în inferioritate, au fost nevoiți să se retragă cu pierderi mari, urmăriți rapid și hărțuiți de trupele române până la marginea satului Capitonovcea.
La 14/26 ianuarie, trupele otomane au avut o ultimă tentativă de a recuceri punctele de rezistență ale perimetrului exterior al apărarii Vidinului. Efortul acestora de luptă a fost îndreptat spre recuperarea satului Tatargik, dar încercare otomană de recucerire a satului a fost respinsă. Aflată în urmărirea coloanei de atac turcești, cavaleria română a ocupat în aceeași zi Capitonovcea, Kerimberg (astăzi Pokraina), Ceiselo (astăzi Antimovo) și Kutova (astăzi Kutovo) – aflate între Inova și Dunăre. Cucerirea acestor localități, a finalizat împresurarea Vidinului.

## Consecințele
Calităților combatante etalate în foc de către trupele teritoriale (dorobanți și călărași) și de către cele ale armatei regulate, li s-au adăugat măsurile luate de comandamentul român, atât de omogenizare a unităților tactice – cu efecte dintre cele mai pozitive pentru capacitatea de luptă, cât și de organizare compozită a coloanelor de atac. Astfel se întâmplase și la Grivița, dar tot la fel ca acolo, biruința de la Smârdan a fost una obținută cu mari sacrificii.
În timpul luptei de la Smârdan pierderile umane au fost reprezentate de partea română de 96 de morți (din care 4 ofițeri) și 300 de răniți, iar de partea otomană de peste 350 de morți și răniți (peste 400 după o altă sursă) și de 300 de prizonieri. Au fost capturate de asemenea 4 tunuri Krupp de calibrul 87 și o importantă cantitate de muniție, iar din reduta de la Inova, un steag otoman. În zilele de 12-13/24-25 ianuarie totalul pierderilor românești s-a ridicat la 238 de morți (din care 5 ofițeri) și 370 de răniți, iar totalul pierderilor otomane la 700 de morți și răniți și 300 de prizonieri.
Luptele din zilele de 12-13/ 24-25 ianuarie au finalizat împresurarea Cetății Vidin, iar numele satului Smârdan a devenit un simbol pentru victorie. Cu toate acestea, datorită vremii nefavorabile asaltul general asupra cetății a trebuit să fie amânat și s-a decis efectuare prealabilă a unui bombardament de artilerie, atât de către tunurile de la Calafat, cât și de cele din jurul Vidinului.

## In memoriam

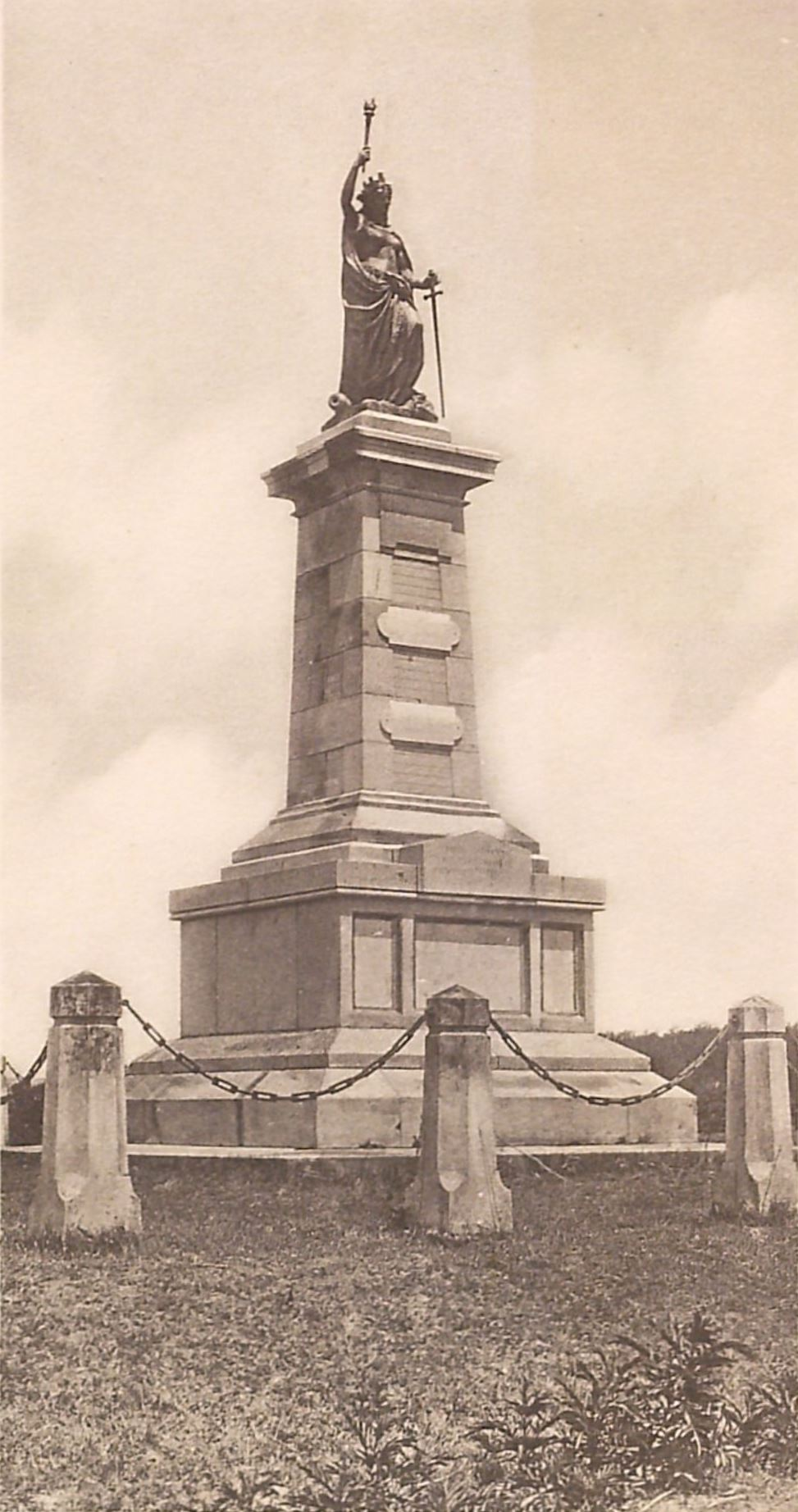
Fostul monument comemorativ de la Smârdan.

La Smârdan a fost inaugurat un cimitir în care au fost înmormântați în două gropi comune 286 de soldați și ofițerii români care au murit în Războiul de Independență. În perioada Primei Conflagrații Mondiale cimitirul a fost distrus.
Conform unei înțelegeri dintre guvernele român și bulgar, în anul 1897 a fost inaugurat, tot la Smârdan, peste un osuar al militarilor români morți în luptele din regiunea Vidinului, un monument care reprezintă statuia zeiței Victoria, operă a lui Karl Storck Acesta a fost distrus într-o noapte a anului 1913, pe fondul manifestărilor antiromânești de după intrarea Armatei Române în Bulgaria în timpul celui de-Al doilea Război Balcanic și după Pacea de la București, de către naționaliștii bulgari.
Un monument ronde-bosse din bronz supranumit „Marița”, în cinstea unei fete române în vârstă de 15 ani din zona Timocului, ucisă de soldații Imperiului Otoman la 9 ianuarie 1878 în timp ce ducea apă militarilor români din zona Smârdanului, a fost inaugurat la Smârdan în 1905 de către aromâni, în apropierea Cimitirului militarilor români. Monumentul a fost distrus prin dinamitare de bulgari, în 1917.
Ținând cont de faptul că pictorul Nicolae Grigorescu se aflase printre cei a căror menire a fost să surprindă pe viu scene de luptă în campania de la sud de Dunăre, primăria Bucureștiului din acele vremuri i-a comandat acestuia o pictura intitulată Atacul de la Smârdan, finalizată după 7 ani, în 1885. Tabloul lui Grigorescu a intrat ulterior ca model-reper iconografic cu valoare de simbol direct în conștiința populară, devenind imaginea emblematică a întregului efort militar de obținere a independenței naționale,

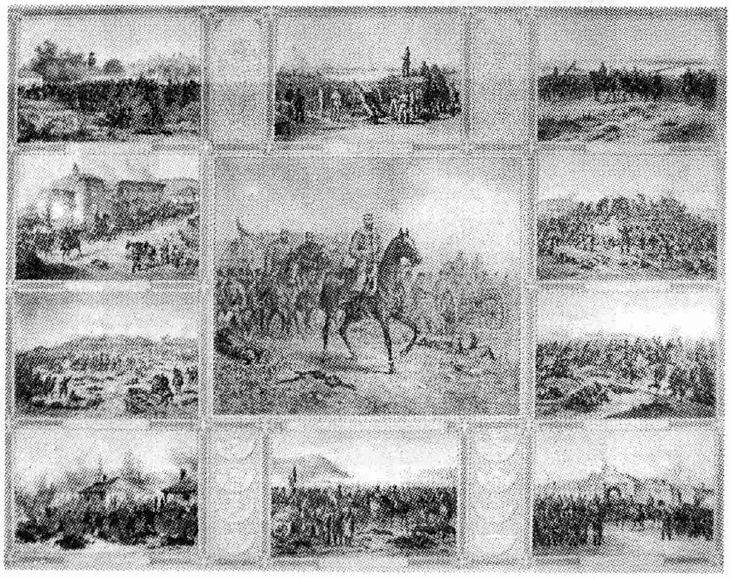
Carol I al României în capul Armatei Sale - litografie de Johann Nepomuk Schönberg

Henryk Dembitzky a contribuit în 1880 la Calendarul pentru toți românii cu o litografie colorată cu același subiect, iar George Demetrescu Mirea a realizat și el după mai mulți ani de la terminarea Războiului de Independență (posibil în 1889),  o pictură în care a figurat lupta de la Smârdan. De asemenea, Johann Nepomuk Schönberg în litografia Carol I al României în capul Armatei Sale din campania Războiului din 1877-1878, a ilustrat într-una dintre scenele mai mici din jurul scenei centrale, episodul Smârdan. Din tematica subiectului Smârdan există și o schiță atribuită lui Carol Popp de Szathmári, intitulată Soldați români în fața redutei de la Smârdan, iar în România comunistă este menționată apariția lucrării Ecaterinei Zăinescu, Veteranul Mihai Buțureanu explicând atacul de la Smârdan.
Poetul George Coșbuc a scris poezia La Smârdan ce a fost publicată în volumul intitulat Cântece de vitejie în anul 1904. Ea a apărut și în anul 1896 în Revista Literatură și artă.

## Ordinea de bătaie și marile unități din dispozitivul de luptă
Corpul de Vest, căruia i-au aparținut marile unități implicate în cucerirea liniei exterioare de fortificații a Vidinului, fost comandat de generalul de brigadă Nicolae Haralambie și a avut ca șef de stat major pe colonelul Alexandru Gramont. Acest corp a fost structurat în 5 mari unități: Diviziile 1, 2, 3, 4 și 5. Dintre acestea:
- Divizia 2 a lăsat câte 1 batalion drept garnizoană la Rahova și Nicopole,[50] La luptele din 12/24-14/26 ianuarie a intrat în dispozitivul de luptă din cele două brigăzi de infanterie numai Brigada a 2-a,[5] Brigada 1 fiind destinată asedierii Belogradcikului,[9] alături de 2 baterii de artilerie.[6]
- Divizia 3 a fost destinată să escorteze prizonierii de război de la Plevna și apoi să ia poziție pe malul stâng la Dunării, la Călărași și Oltenița.[50]
- De pe malul stâng al Dunării,[50] Divizia a 5-a a asigurat suport de artilerie prin bateriile de coastă și de câmp amplasate la Calafat.[9]

Brigada de Roșiori a aparținut rezervei Marelui Cartier General.

Comandanții
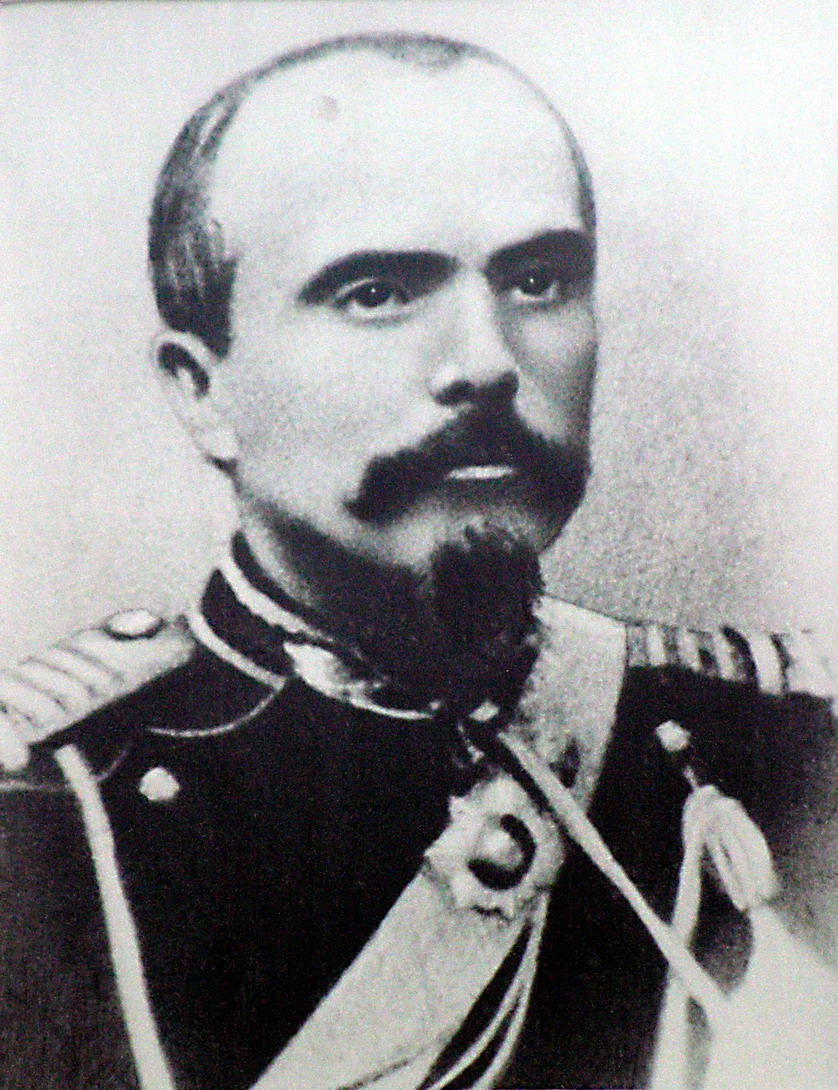
Generalul Nicolae Haralambie, comandantul Corpului de Vest
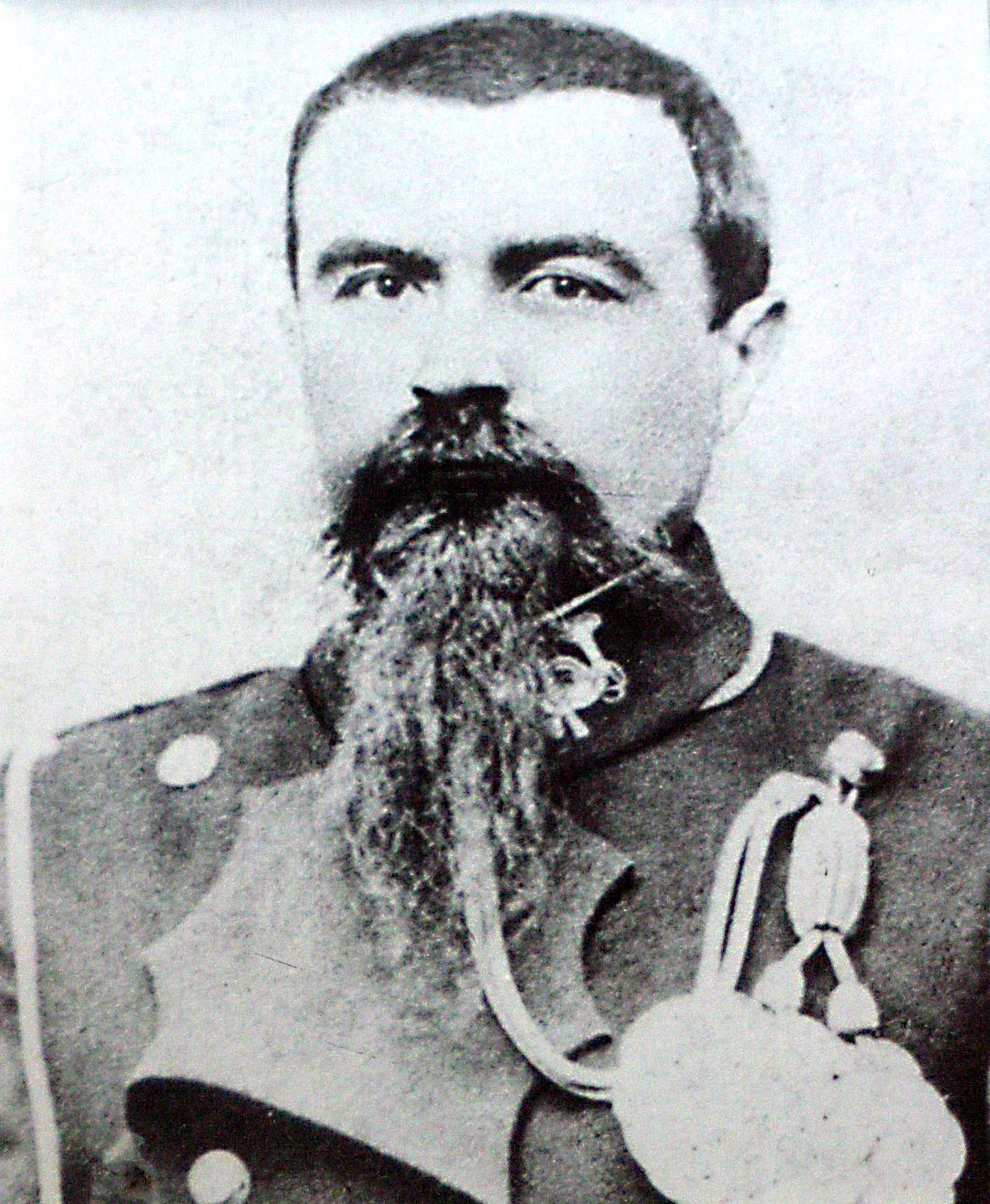
Colonelul (aici general) Dimitrie Lecca, Divizia 1
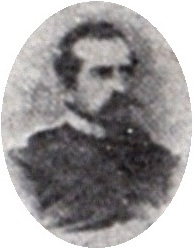
Generalul Mihail Cristodulo Cerchez, Divizia 2
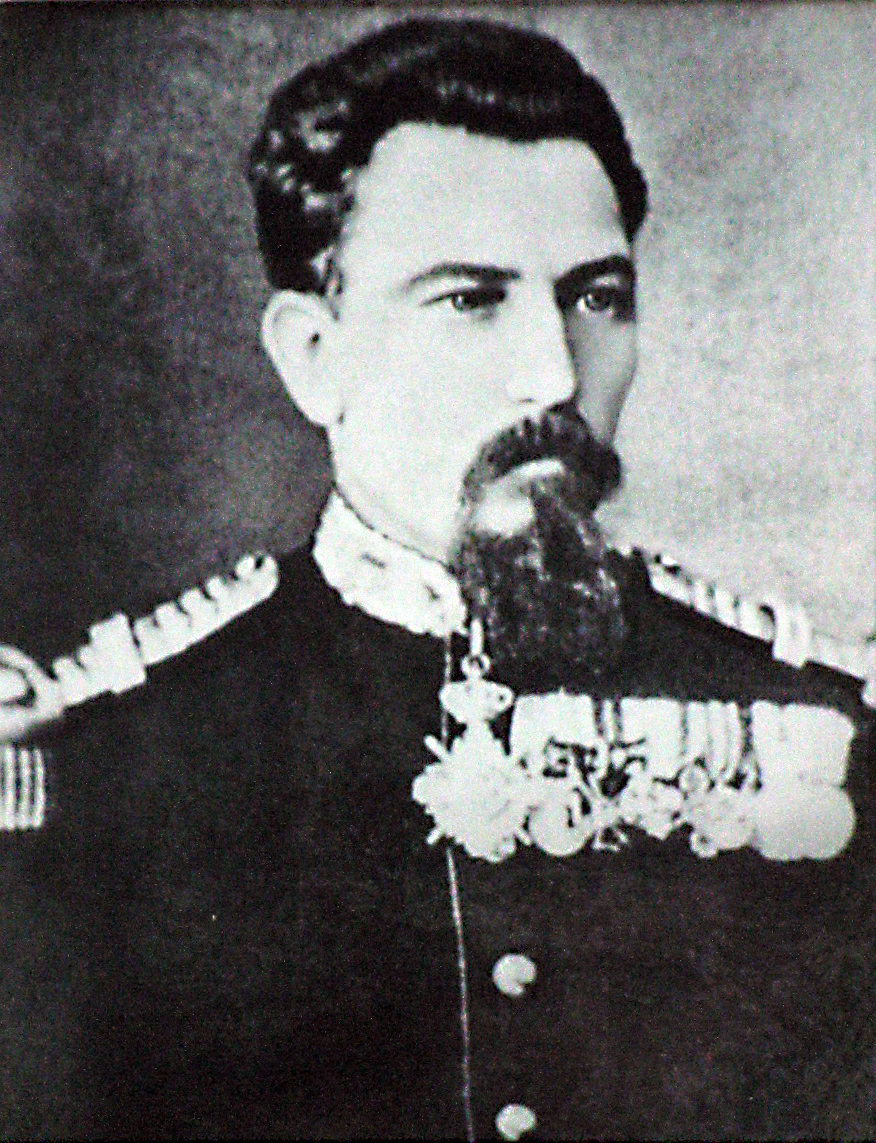
Colonelul (aici general) Gheorghe Angelescu, Divizia 4
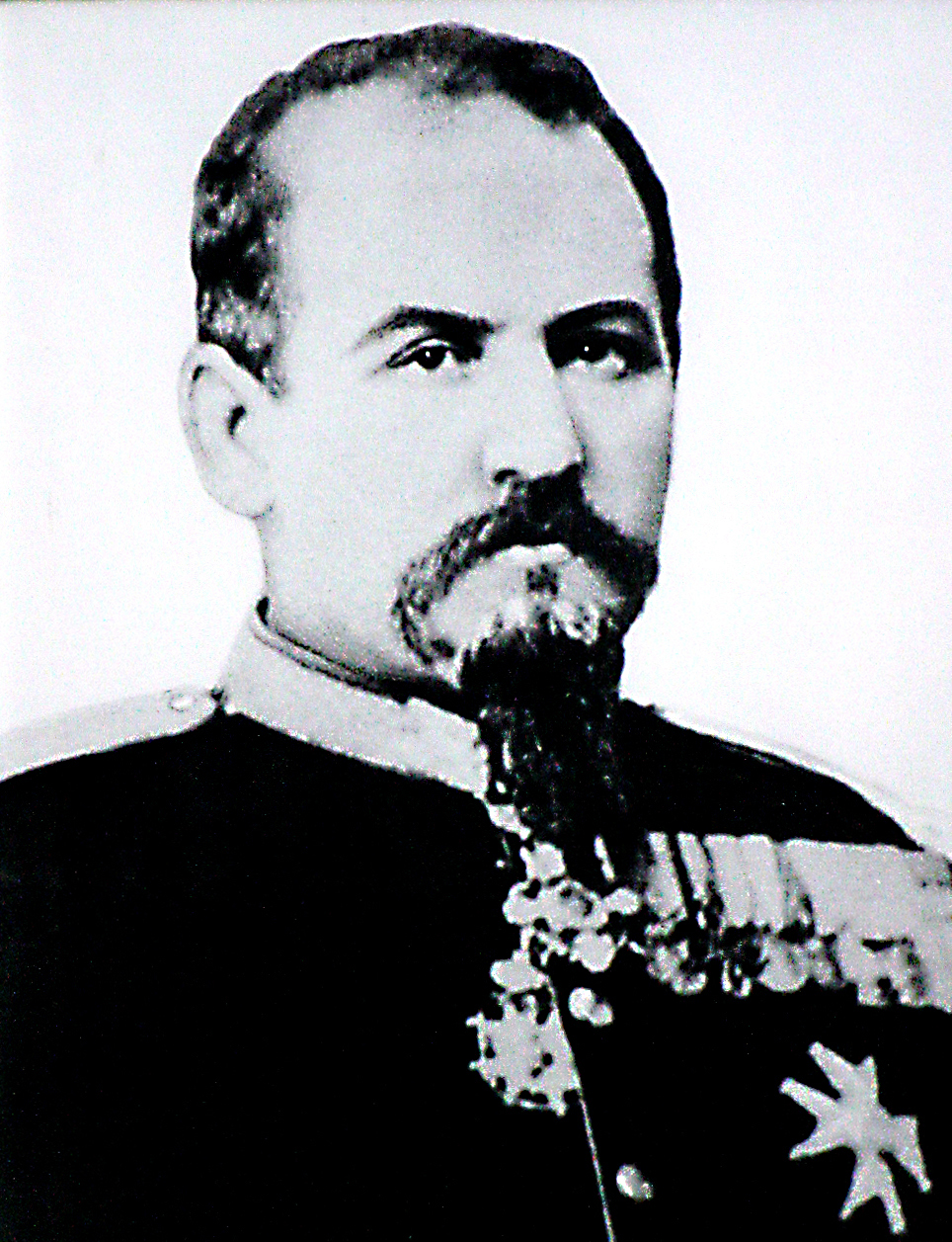
Colonelul (aici general) Gheorghe Slaniceanu, Divizia 5
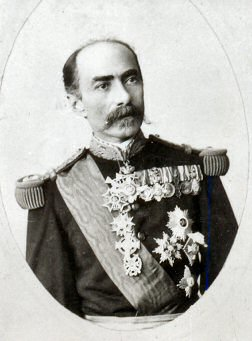
Colonelul (aici general) Constantin Budișteanu, Brigada a 2-a din Divizia 2, care a dus greul Luptei de la Smârdan

Ordinea de bătaie a marilor unități implicate în atacarea liniei de fortificații exterioare a Vidinului, a fost:
| - Divizia 1 - comandant colonel Dimitrie Lecca: - Brigada 1 Infanterie- comandant colonel Constantin Cruțescu: - Regimentul I de Linie - Regimentul 1 Dorobanți - 2 batalioane din Regimentul 3 Dorobanți - Brigada 2 Infanterie- comandant colonel Nicolae Dona: - Regimentul 9 Dorobanți - 1 batalion din Regimentul 11 Dorobanți - 1 batalion din Regimentul 15 Dorobanți - 2 batalioane din Regimentul 4 Dorobanți - Cavaleria - comandant colonel Pavel Cernovodeanu: - Regimentul 2 Călărași - Regimentul 8 Călărași - Artileria - comandant locotenent colonel Alexandru Horbasky - Regimentul 2 Artilerie (6 baterii) - 1 Baterie teritorială | - Divizia 2 - comandant general Mihail Cristodulo Cerchez: - Brigada 1 Infanterie- comandant colonel Grigore Cantili - Regimentul VII de Linie - Regimentul 14 Dorobanți - Regimentul 16 Dorobanți - Brigada 2 Infanterie- comandant colonel Constantin Budișteanu: - Regimentul IV de Linie - Regimentul VI de Linie - Regimentul 10 Dorobanți - Regimentul 5 Călărași - Regimentul 3 Artilerie - comandant colonel Henric Herkt - 1 companie de Geniu | - Divizia 4 - comandant general de brigadă Gheorge Angelescu: - Brigada 1 Infanterie- comandant colonel Otton Sachelarie - Regimentul II de Linie - Regimentul 12 Dorobanți - Batalionul 1 Vânători - Brigada 2 Infanterie- comandant colonel Grigore Ipătescu: - Regimentul VIII de Linie - Regimentul 2 Dorobanți - Regimentul 7 Dorobanți - Batalionul 3 Vânători - Cavaleria - comandant colonel Constantin Formac: - Regimentul 6 Călărași - Regimentul 9 Călărași - 4 baterii de artilerie din Regimentul 1 Artilerie - comandant locotenent colonel Dimitrie Maican-Dimitrescu - 1 companie de Geniu |

| - Divizia 5 (de Rezervă) - comandant colonel Gheorghe Slăniceanu: - Batalioanele de milițieni - comandant colonel Mihai Holban - Regimentul 1 Călărași - Artileria - comandant colonel Alexandru Anghelescu: - 2 baterii din Regimentul 1 Artilerie - 8 baterii de coastă de la Calafat - Bateriile teritoriale | - Brigada de Roșiori- comandant colonel Victor Crețeanu:: - Regimentul 1 Roșiori - Regimentul 2 Roșiori |